# Élections sénatoriales américaines de 1974
Les élections sénatoriales américaines de 1974 sont un ensemble d'élections qui se tiennent le 5 novembre 1974, concernent les 34 sièges de « classe 3 » sur les 100 sièges du Sénat des États-Unis. Le mandat des sénateurs dure six ans. 20 sièges démocrates sont en jeu, contre 14 sièges républicains.
L'élection entre le républicain Louis C. Wyman et le démocrate John A. Durkin au New Hampshire est la plus serrée de l'histoire du Sénat avec seulement deux votes d'écart.

## Résultats
| État             | Sortant                 | Sortant     | Sortant    | Statut                            | Résultats | Résultats                                                          |
| État             | Sénateur                | Parti       | Élu depuis | Statut                            | Résultats | Résultats                                                          |
| ---------------- | ----------------------- | ----------- | ---------- | --------------------------------- | --------- | ------------------------------------------------------------------ |
| Alabama          | James Allen             | Démocrate   | 1968       | Se représente                     |           | James Allen (D) : 95,8 % Alvin Abercrombie (R) : 4,2 %             |
| Alaska           | Mike Gravel             | Démocrate   | 1968       | Se représente                     |           | Mike Gravel (D) : 58,3 % C. R. Lewis (R) : 41,7 %                  |
| Arizona          | Barry Goldwater         | Républicain | 1952       | Se représente                     |           | Barry Goldwater (R) : 58,3 % Jonathan Marshall (D) : 41,7 %        |
| Arkansas         | J. William Fulbright    | Démocrate   | 1944       | Sortant battu lors de la primaire |           | Dale Bumpers (D) : 84,9 % John H. Jones (R) : 15,1 %               |
| Californie       | Alan Cranston           | Démocrate   | 1968       | Se représente                     |           | Alan Cranston (D) : 60,5 % H. L. Richardson (R) : 36,2 %           |
| Caroline du Nord | Sam Ervin               | Démocrate   | 1954       | Ne se représente pas              |           | Robert Burren Morgan (D) : 62,1 % William E. Stevens (R) : 37,0 %  |
| Caroline du Sud  | Fritz Hollings          | Démocrate   | 1966       | Se représente                     |           | Ernest Hollings (D) : 69,5 % Gwenyfred Bush (R) : 28,6 %           |
| Colorado         | Peter H. Dominick       | Républicain | 1968       | Se représente                     |           | Gary Hart (D) : 57,2 % Peter H. Dominick (R) : 39,5 %              |
| Connecticut      | Abraham Ribicoff        | Démocrate   | 1962       | Se représente                     |           | Abraham A. Ribicoff (D) : 63,7 % James H. Brannen III (R) : 34,3 % |
| Dakota du Nord   | Milton Young (en)       | Républicain | 1945       | Se représente                     |           | Milton Young (R) : 48,4 % William L. Guy (D) : 48,3 %              |
| Dakota du Sud    | George McGovern         | Démocrate   | 1962       | Se représente                     |           | George McGovern (D) : 53,0 % Leo K. Thorsness (R) : 47,0 %         |
| Floride          | Edward Gurney           | Républicain | 1968       | Ne se représente pas              |           | Richard Stone (D) : 43,4 % Jack Eckerd (R) : 40,9 %                |
| Géorgie          | Herman Talmadge         | Démocrate   | 1956       | Se représente                     |           | Herman Talmadge (D) : 71,7 % Jerry Johnson (R) : 28,2 %            |
| Hawaï            | Daniel Inouye           | Démocrate   | 1962       | Se représente                     |           | Daniel Inouye (D) : 82,9 % James D. Kimmel (I) : 17,1 %            |
| Idaho            | Frank Church            | Démocrate   | 1956       | Se représente                     |           | Frank Church (D) : 56,1 % Robert L. Smith (R) : 42,1 %             |
| Illinois         | Adlai Stevenson III     | Démocrate   | 1970       | Se représente                     |           | Adlai Stevenson III (D) : 62,2 % George Burditt (R) : 37,2 %       |
| Indiana          | Birch Bayh              | Démocrate   | 1962       | Se représente                     |           | Birch Bayh (D) : 50,7 % Richard Lugar (R) : 46,4 %                 |
| Iowa             | Harold Hughes (en)      | Démocrate   | 1968       | Ne se représente pas              |           | John Culver (D) : 50,0 % David M. Stanley (R) : 49,3 %             |
| Kansas           | Bob Dole                | Républicain | 1968       | Se représente                     |           | Bob Dole (R) : 50,9 % William R. Roy (D) : 49,1 %                  |
| Kentucky         | Marlow Cook (en)        | Républicain | 1956       | Se représente                     |           | Wendell H. Ford (D) : 53,5 % Marlow Cook (R) : 44,1 %              |
| Louisiane        | Russell B. Long (en)    | Démocrate   | 1948       | Se représente                     |           | Russell B. Long (D) : 100 %                                        |
| Maryland         | Charles Mathias (en)    | Républicain | 1968       | Se représente                     |           | Charles Mathias (R) : 57,3 % Barbara Mikulski (D) : 42,7 %         |
| Missouri         | Thomas Eagleton         | Démocrate   | 1968       | Se représente                     |           | Thomas Eagleton (D) : 60,1 % Thomas B. Curtis (R) : 39,3 %         |
| Nevada           | Alan Bible (en)         | Démocrate   | 1954       | Ne se représente pas              |           | Paul Laxalt (R) : 47,0 % Harry Reid (D) : 44,7 %                   |
| New Hampshire    | Norris Cotton (en)      | Républicain | 1954       | Ne se représente pas              |           | Louis C. Wyman (R) : 49,7 % John A. Durkin (D) : 49,7 %            |
| New York         | Jacob Javits (en)       | Républicain | 1956       | Se représente                     |           | Jacob Javits (R) : 45,3 % Ramsey Clark (D) : 38,2 %                |
| Ohio             | Howard Metzenbaum       | Démocrate   | 1974       | Sortant battu lors de la primaire |           | John Glenn (D) : 64,6 % Ralph Perk (R) : 30,7 %                    |
| Oklahoma         | Henry Bellmon           | Républicain | 1968       | Se représente                     |           | Henry Bellmon (R) : 54,9 % Ed Edmondson (D) : 48,9 %               |
| Oregon           | Bob Packwood (en)       | Républicain | 1968       | Se représente                     |           | Bob Packwood (R) : 54,9 % Betty Roberts (D) : 44,2 %               |
| Pennsylvanie     | Richard Schweiker       | Républicain | 1968       | Se représente                     |           | Richard Schweiker (R) : 53,0 % Peter F. Flaherty (D) : 45,9 %      |
| Utah             | Wallace F. Bennett (en) | Républicain | 1950       | Ne se représente pas              |           | Jake Garn (R) : 50,0 % Wayne Owens (D) : 44,1 %                    |
| Vermont          | George Aiken            | Républicain | 1940       | Ne se représente pas              |           | Patrick Leahy (D) : 49,5 % Richard W. Mallary (R) : 46,4 %         |
| Washington       | Warren G. Magnuson (en) | Démocrate   | 1944       | Se représente                     |           | Warren G. Magnuson (D) : 60,7 % Jack Metcalf (R) : 36,1 %          |
| Wisconsin        | Gaylord Nelson          | Démocrate   | 1962       | Se représente                     |           | Gaylord Nelson (D) : 61,8 % Tom Petri (R) : 35,8 %                 |

### Cas de l'élection au New Hampshire
L'élection au New Hampshire entre le démocrate John A. Durkin et le républicain Louis C. Wyman se solde par un écart de seulement deux votes en la faveur de Wyman. Initialement, l'écart était de 355 votes d'avance pour ce dernier. Un recomptage résulte en une avance de 10 votes de Durkin. La saga s'ensuit puisque, avant qu'un nouveau recomptage donne un avantage à Wyman, cette fois de seulement deux votes, les résultats avaient déjà été certifié par le gouverneur Meldrim Thomson Jr.. Une nouvelle certification est alors faite, mais le statut légale de la première n'est alors pas clair. Le sénateur sortant, Norris Cotton, démissionne le 31 décembre pour donner la séniorité à Wyman par quelques jours, mais la désignation de Wyman pour le remplacer n'est valide que jusqu'au 3 janvier. Le Sénat doit alors décider du sort de l'élection puisque les deux candidats sont en possession d'une certification des résultats où ils sont le vainqueur, mais la défection du démocrate James Allen crée une égalité au comité chargé de la décision,. Une nouvelle élection doit alors avoir lieu, où Durkin sort alors le vainqueur par une marge plus significativement large. Durkin déclare alors en référence au précédent résultat: « Il n'y a pas de raison d'avoir un recomptage ».
| État          | Sortant            | Sortant     | Sortant    | Statut        | Résultats | Résultats                                               |
| État          | Sénateur           | Parti       | Élu depuis | Statut        | Résultats | Résultats                                               |
| ------------- | ------------------ | ----------- | ---------- | ------------- | --------- | ------------------------------------------------------- |
| New Hampshire | Norris Cotton (en) | Républicain | 1974       | Se représente |           | John A. Durkin (D) : 53,6 % Louis C. Wyman (R) : 43,0 % |